# StarCraft: Ghost
StarCraft: Ghost (с англ. — «Звёздное ремесло: Призрак») — компьютерная игра в жанре тактического шутера от третьего лица, которую разрабатывала компания Blizzard Entertainment для различных версий компьютерных игровых приставок (игровых консолей), и действие которой происходит в такой же научно-фантастической обстановке, как и в её популярном заглавии StarCraft. Blizzard анонсировала игру в 2002 году, но 24 марта 2006 года было объявлено, что разработка «отложена на неопределённый срок». Вскоре после этого Blizzard удалила StarCraft: Ghost из своего списка игр, находящихся в разработке, и удалила официальную домашнюю страницу игры со своего сайта; теперь с адреса этой страницы происходит перенаправление на главную страницу веб-сайта Blizzard. Как известно, выпуск игры находится под вопросом, а многие фанаты и аналитики, а также игровые сайты (такие, как IGN) высказывают мнение, что производство игры было отменено.
Компания Blizzard, разработчик компьютерных игр, наиболее известная именно своими PC-играми, делала шаг в другом направлении, создавая StarCraft: Ghost исключительно для игровых приставок Xbox и PlayStation 2. Ранее также планировалось выпустить версию для Nintendo GameCube, но от этого отказались уже в ноябре 2005 года. Многие в игровом сообществе предполагали, что игра, разрабытываемая Blizzard, фактически с самого начала была проектом третьей стороны, начатым компанией Nihilistic Software (Marvel Nemesis: Rise of the Imperfects, Vampire: The Masquerade — Redemption) и официально переданным компании «Swingin' Ape Studios» (Metal Arms: Glitch in the System) в июле 2004 года. 16 мая 2005 года «Blizzard Entertainment» купила «Swingin' Ape Studios».

## Сюжет
Главный персонаж игры — призрак терранов (псионный агент шпионажа) под псевдонимом «Нова» (англ. Nova), состоящая на службе в эскадроне Доминиона терранов, эскадроне «Нова» (англ. Nova Squadron).
В начале игры Нова — офицер Доминиона терранов, служащая в отряде призраков под началом полковника Джексона Хоулера.
История берёт своё начало спустя четыре года после кампании «Войны роя». Император Арктур Менгск отстроил бо́льшую часть своей империи, Доминиона терранов, и готовит новых солдат, необходимых ему для противостояния зергам.
В Доминионе уже в течение нескольких лет ничего не знали о Керриган, хотя охотно верили, что ей с лёгкостью удалось расправиться со всеми своими врагами. Зерги притихли, тем не менее, было в этом спокойствии нечто тревожное.
Менгск и его новый советник, генерал Гораций Ворфилд, начинают секретный проект под кодовым названием «Призрачное лезвие» (англ. Shadow Blade), в котором используется тайно приобретённая технология протоссов. В этой программе используется газ Терразин (англ. Terrazine Gas) для того, чтобы изменить генетический код призраков, увеличив тем самым их псионный потенциал. Эти призраки трансформируются в фантомов (англ. spectre) — незаметных сверхчеловеческих существ, преклоняющихся перед волей своего хозяина.
Группа повстанцев под названием «Освободительный фронт Копрулу» (англ. Koprulu Liberation Front) стремится положить конец действиям Менгска и власти Доминиона терранов.
Нова решается отправиться в рискованное путешествие, чтобы раскрыть страшную правду, скрывающуюся за проектом «Призрачное лезвие» — этот заговор заставит её задуматься над тем, на чьей стороне она находится, будучи втянутой в борьбу между Доминионом терранов и мятежным Освободительным фронтом Копрулу. В течение всей истории она посетит планеты: Мар Сара, Аш 'Арак (англ. Ash 'Arak), Абаддон и Виктор 5 (последняя введена в рассказе «StarCraft: Uprising»).
Тем временем, Арктур Менгск при помощи своей потрёпанной армии, усиленной роботами и технологией протоссов, с успехом возвращает под свой контроль несколько планет терранов. Артанис пытается объединить два общества протоссов, находящихся на Шакурасе, но многие тёмные тамплиеры недовольны присутствием других протоссов на своей планете. Заражённая Керриган продолжает наращивать войска на планете Чар, но пока не выступает ни против терранов, ни против протоссов.

## Проблемы при разработке
Выпуск игры откладывался уже шесть раз, хотя это не так уж необычно для игр Blizzard Entertainment. Разработка игры началась в середине 2001 года с объявлением о дате выхода зимой 2002—2003 годов. В течение лета 2002 года вся команда разработчиков Nihilistic Software, первоначального разработчика игры, ушла, в массе своей, из-за серьёзных внутренних разногласий с Blizzard Entertainment. В то же время Slashdot и Penny Arcade сообщали, что команда разработчиков уже на 85 % завершила создание движка игры и на 40 % проектирование игровых уровней.
Следом за увольнениями «Blizzard» перенесла дату выхода игры на январь 2003 года только для того, чтобы в октябре 2002 года перенести её на «начало лета 2003 года». Blizzard начала поиск новой команды разработчиков на рынке игровой индустрии, в то же самое время уверяя своих клиентов, что нет ничего, о чём стоило бы беспокоиться, что Nihilistic Software просто завершили работу, для которой они и нанимались, что не было никаких серьёзных разногласий внутри компании, и что игра будет поставляться им вовремя.
К Рождеству 2003 года Blizzard нашла новую команду разработчиков, но перенесла дату выхода игры даже ещё дальше — на «второй квартал 2004 года».
Игра была представлена на выставке E3 2005 (и позднее дата выхода была перенесена на сентябрь 2005 года), а веб-страница игры была обновлена впервые за год. Blizzard Entertainment также приобрела «Swingin' Ape Studios», что являлось частью стратегии переориентирования на игровые приставки. Все эти объявления выглядели как нечто такое, что должно улучшить мнение фанатов об игре, однако дата выхода игры была перенесена ещё дальше — на 2006 год.
В конце марта 2006 года Blizzard заявила, что разработка версий игры для PS2 и Xbox «отложена на неопределённый срок».

## Выбор платформы
Отсутствие версии игры для PC, а также смена жанра со стратегии в реальном времени на шпионско-диверсионный боевик — стелс-экшен — вызвали серьёзное возмущение среди фанатов StarCraft. «Blizzard» неоднократно отмечала, что, исключая PC-версию из списка платформ, она «пытается вернуться к своим консольным корням», однако эти заявления вызывали неоднозначную реакцию, многие фанаты считают, что вселенная StarCraft, созданная такой, какая она сейчас есть, для фанатов, в основном играющих за компьютером, — это не та серия игр, чтобы делать её только для игровых приставок.
Изначально в разработке были версии игры для GameCube, Xbox и PlayStation 2, однако версия для GameCube была отменена в ноябре 2005 года, когда для игры была разработана система многопользовательской игры по сети, по-видимому из-за того, что GameCube поддерживает игру по Сети не так хорошо, как другие две системы. Позднее для версий для Xbox и PS2 взяли неопределённый перерыв, чтобы позволить «Blizzard» изучить игровые приставки следующего поколения. Похоже, что теперь StarCraft: Ghost может быть выпущена для систем седьмого поколения.

## Утечка
В январе 2020 года в интернете появились видео игрового процесса версии для Xbox. В феврале в сети начали появляться отчёты о разработке игры. Журналисты Kotaku подтвердили легитимность распространяющегося кода. Через несколько дней каналам на YouTube, на которых располагались футажи игры, были отправлены уведомления о нарушении, приведшие к тому, что большинство видео было удалено.